# Alicia-Sophie Gudorf
Alicia-Sophie „Ally“ Gudorf (* 23. Mai 2001 in Salzgitter) ist eine deutsche Fußball spielende Person.

## Karriere

### Vereine
Bevor Gudorf die Jugendmannschaften des 1. FC Köln durchlief, spielte Gudorf beim DJK Südwest Köln. In der Saison 2018/19 rückte Gudorf in die Erste Mannschaft auf und bestritt für diese 18 Punktspiele in der 2. Bundesliga, in der Gudorf auch ihr Pflichtspieldebüt gab. Am 4. November 2018 (8. Spieltag) kam Gudorf bei der 0:1-Niederlage im Heimspiel gegen die TSG 1899 Hoffenheim II – in der 65. Minute für Nina Windmüller eingewechselt – erstmals im Seniorinnenbereich zum Einsatz.
Für das Erstsemester im Studium der Gesundheitswissenschaften hielt Gudorf sich von 2019 bis 2020 an der University of Central Florida auf, für deren Sport-Team Gudorf 2019 14 Spiele in der American Athletic Conference bestritt und ein Tor erzielte. Wegen der COVID-19-Pandemie in den Vereinigten Staaten und einem zwischenzeitlichen Einreisestopp erwog Gudorf eine Rückkehr nach Deutschland.
Nach Deutschland spielte Gudorf erneut für den 1. FC Köln – diesmal in der Staffel Süd der seinerzeit zweigleisigen 2. Bundesliga. Am Saisonende 2020/21 belegte die Mannschaft Platz 1 und stieg in die Bundesliga auf. In der höchsten Spielklasse debütierte Gudorf am 5. September 2021 (1. Spieltag) bei der 1:2-Niederlage im Heimspiel gegen die TSG 1899 Hoffenheim. Zur Saison 2023/24 erfolgte ein Wechsel zum Ligakonkurrenten SC Freiburg.

### Auswahl-/Nationalmannschaft
Gudorf bestritt in den Jahren 2015 und 2016 jeweils vier Spiele für die U14- und U16-Auswahlmannschaft des Fußball-Verbandes Mittelrhein. In diesem Zeitraum debütierte Gudorf am 28. Oktober 2015 in Bingen am Rhein mit der U15-Nationalmannschaft mit 5:1 über die Auswahl Schottlands als Nationalspielerin. Bis zum 26. Mai 2016 folgten fünf weitere Einsätze, von denen vier gewonnen werden konnten. Vom 1. bis zum 7. Juli 2016 kam Gudorf für die U16-Nationalmannschaft im norwegischen Råde im Rahmen des Turniers um den Nordic Cup in allen vier Spielen – einschließlich des mit 1:3 verlorenen Finales gegen die gastgebende Auswahl – zum Einsatz. Vom 28. August 2016 bis zum 28. Januar 2017 bestritt Gudorf zehn Länderspiele für die U17-Nationalmannschaft, für die Gudorf am 2. Oktober 2016, beim 6:0-Sieg über die U17-Nationalmannschaft Lettlands im EM-Qualifikationsspiel, und beim 7:2-Sieg über die U17-Nationalmannschaft Englands, in Gudorfs letzten und in Freundschaft ausgetragenen Länderspiel, jeweils ein Tor erzielte. Ein Tor gelang Gudorf ebenfalls für die U19-Nationalmannschaft, für die Gudorf vom 14. Juni bis zum 8. Oktober 2019 neun Länderspiele bestritt. Zwei davon waren die letzten beiden Spiele der Gruppe B der Europameisterschaft in Schottland, die die Mannschaft in Paisley am 28. Juli mit dem mit 1:2 verlorenen Finale gegen die U19-Nationalmannschaft Frankreichs beendete.

## Erfolge
- Finalist U19-Europameisterschaft 2019
- Meister 2. Bundesliga Süd 2021 und Aufstieg in die Bundesliga
- Westdeutscher B-Juniorinnen-Meister 2017

## Persönliches
Ally Gudorf gibt auf Instagram an, die Pronomen they/them zu verwenden.